# Pronotogrammus
Pronotogrammus – rodzaj ryb okoniokształtnych z rodziny strzępielowatych.

## Klasyfikacja
Gatunki zaliczane do tego rodzaju:
- Pronotogrammus martinicensis
- Pronotogrammus multifasciatus